# Chorisoneura cabimae
Chorisoneura cabimae är en kackerlacksart som beskrevs av Morgan Hebard 1920. 
Chorisoneura cabimae ingår i släktet Chorisoneura och familjen småkackerlackor. Artens utbredningsområde är Panama. Inga underarter finns listade i Catalogue of Life.